# Lijst van voetbalinterlands Burkina Faso - Tunesië
Deze lijst van voetbalinterlands is een overzicht van alle officiële voetbalwedstrijden tussen de nationale teams van Burkina Faso en Tunesië. De Afrikaanse landen speelden tot op heden zeven keer tegen elkaar. De eerste ontmoeting, een vriendschappelijke wedstrijd, werd gespeeld in Radès op 29 november 1995. Het laatste duel, eveneens een vriendschappelijke wedstrijd, vond plaats op 2 juni 2025 in Radès.

## Wedstrijden
| № | Plaats      | Datum            | Competitie           | Wedstrijd              | Uitslag |
| - | ----------- | ---------------- | -------------------- | ---------------------- | ------- |
| 1 | Radès       | 29 november 1995 | Vriendschappelijk    | Tunesië – Burkina Faso | 3 – 0   |
| 2 | Ouagadougou | 21 februari 1998 | Afrika Cup 1998      | Tunesië – Burkina Faso | 1 – 1   |
| 3 | Radès       | 1 juni 2008      | WK 2010 kwalificatie | Tunesië – Burkina Faso | 1 – 2   |
| 4 | Ouagadougou | 6 september 2008 | WK 2010 kwalificatie | Burkina Faso − Tunesië | 0 − 0   |
| 5 | Libreville  | 28 januari 2017  | Afrika Cup 2017      | Burkina Faso − Tunesië | 2 − 0   |
| 6 | Garoua      | 29 januari 2022  | Afrika Cup 2021      | Burkina Faso − Tunesië | 1 − 0   |
| 7 | Radès       | 2 juni 2025      | Vriendschappelijk    | Tunesië − Burkina Faso | 2 − 0   |

## Samenvatting
| Competitie        | Totaal gespeeld | Winst Burkina Faso | Gelijk | Winst Tunesië | Doelsaldo Burkina Faso – Tunesië |
| ----------------- | --------------- | ------------------ | ------ | ------------- | -------------------------------- |
| WK-kwalificatie   | 2               | 1                  | 1      | 0             | 2 − 1                            |
| Afrika Cup        | 3               | 2                  | 1      | 0             | 4 − 1                            |
| Vriendschappelijk | 2               | 0                  | 0      | 2             | 0 − 5                            |
| Totaal            | 7               | 3                  | 2      | 2             | 6 − 7                            |

Wedstrijden bepaald door strafschoppen worden, in lijn met de FIFA, als een gelijkspel gerekend.

## Details

### Vijfde ontmoeting
| Kwartfinale Afrika Cup 2017 (Libreville, Gabon, 28 januari 2017): |       |         |
| Burkina Faso                                                      | 2 – 0 | Tunesië |
| Aristide Bancé 81' Préjuce Nakoulma 85'                           | goals |         |